# Glenn Danzig
Glenn Danzig właśc. Glenn Allen Anzalone (ur. 23 czerwca 1955 w Lodi, New Jersey) – amerykański wokalista, muzyk i kompozytor, multiinstrumentalista.
Działalność artystyczną rozpoczął w 1977 roku w zespole The Misfits. Po odejściu z grupy w 1983 roku założył formację pod nazwą Samhain. W 1987 roku grupa została przekształcona w zespół Danzig, wraz z którym odniósł największy sukces komercyjny. W latach późniejszych kilkukrotnie wznawiał działalność z grupą Samhain na rzecz jednorazowych występów scenicznych. Wydał ponadto dwa albumy solowe. W 2016 roku po zażegnaniu wieloletnich nieporozumień z basistą The Misfits, Jerrym Only, powrócił do składu tejże formacji.
Jego twórczość charakteryzuje się mrocznymi tekstami, bogatą melodyką oraz zahaczającym często o bluesa brzmieniem. Znany jest z charakterystycznego, potężnie brzmiącego głosu. Jako swój największy wokalny wzór Danzig wymienia Elvisa Presleya. Prawie zawsze sam odpowiada za teksty, produkcję, muzykę i wydawanie swych albumów, bardzo często też reżyseruje swoje teledyski. Jest zamiłowanym fanem komiksów, horrorów, filmów pornograficznych i hentai, sam posiada cenione wydawnictwo komiksowe "Verotik", w którym też często udziela się jako rysownik lub scenarzysta.
W 2009 roku wokalista został sklasyfikowany na 25. miejscu listy 50 najlepszych heavymetalowych frontmanów wszech czasów według Roadrunner Records.

## Filmografia
- "Armia Boga II" (jako Samayel, 1998, film fabularny, reżyseria: Greg Spence)[12]
- "The Best of Colin's Sleazy Friends" (jako on sam, 2001, film dokumentalny, reżyseria: Colin Malone)[13]
- "Frazetta: Painting with Fire" (jako on sam, 2003, film dokumentalny, reżyseria: Lance Laspina)[14]
- "Dead On: The Life and Cinema of George A. Romero" (jako on sam, 2008, film dokumentalny, reżyseria: Rusty Nails)[15]

## Dyskografia
- Glenn Danzig – Who Killed Marilyn? (1981, Plan 9 Records)[16]
- Glenn Danzig – Black Aria (1992, Plan 9 Records)[7]
- Kinghorse – Kinghorse (1990, Caroline Records, produkcja muzyczna, miksowanie)[17]
- Johnny Cash – American Recordings (1994, American Recordings)[18]
- Son of Sam – Songs From The Earth (2001, Nitro Records)[19]
- Glenn Danzig – Black Aria II (2006, Evilive Records)[8]
- Gorgeous Frankenstein – Gorgeous Frankenstein (2007, Evilive Records, produkcja muzyczna)[20]
- Melissa Auf der Maur – Out Of Our Minds (2010, Roadrunner Records)[21]